# Diego Ifrán
Diego Ifrán est un footballeur international uruguayen, né le 8 juin 1987 à Cerro Chato. Il évolue comme attaquant au Sporting Cristal.

## Palmarès
- CA Fénix
  - Champion de Primera-B (D2) d'Uruguay en 2007.

- CA Peñarol
  - Champion d'Uruguay en 2015-16.

- Sporting Cristal
  - Champion du Pérou en 2016.